# Конкуренція

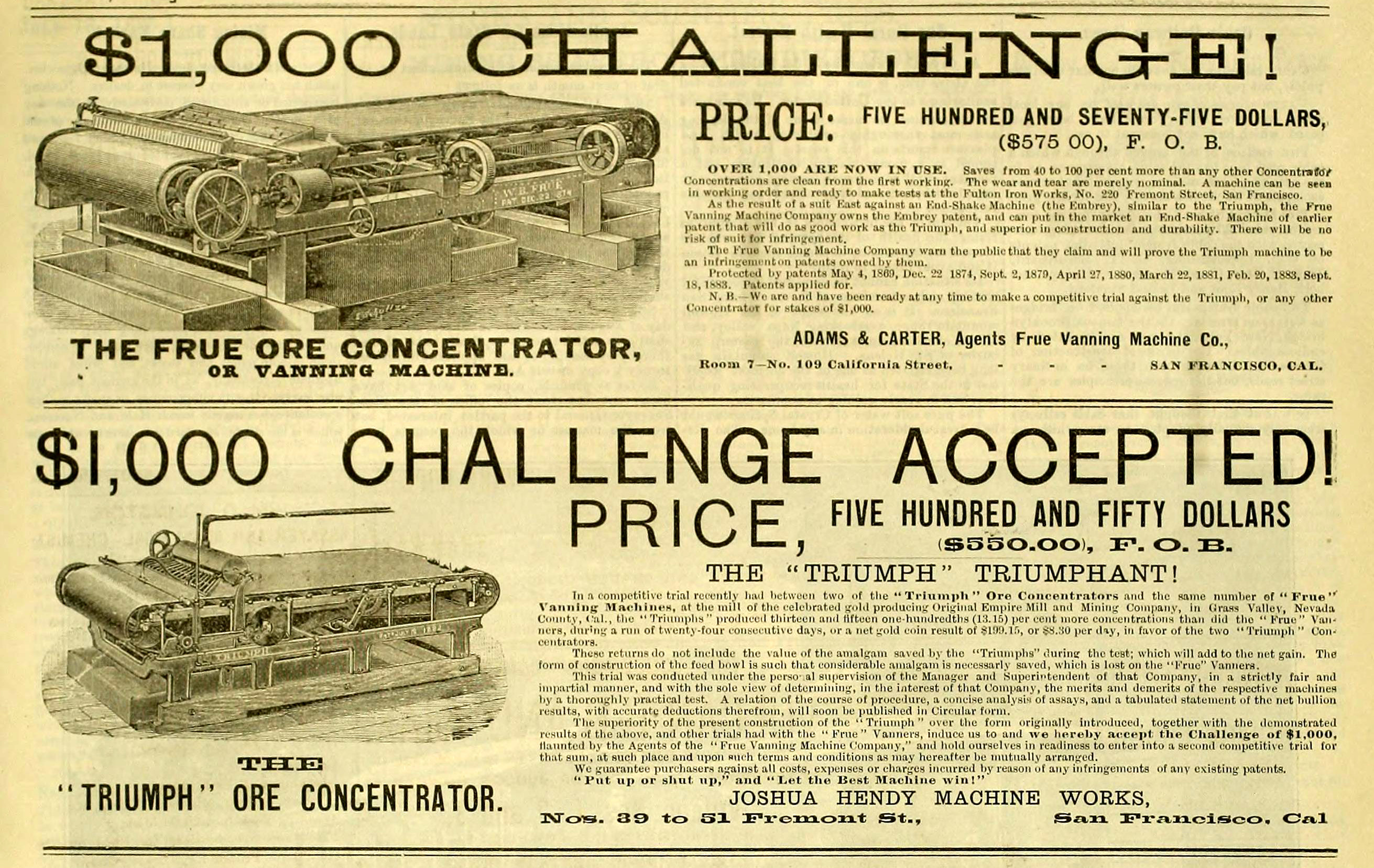
Реклами двох конкурентів з виробництва устаткування для збагачення руди другої половини 19-го століття: Frue Vanning і Triumph.

Конкуре́нція  (лат. concurrentia — збіг, узгодженість) — це економічний процес взаємодії та боротьби товаровиробників за найвигідніші умови виробництва і збуту товарів, за отримання найбільших прибутків. Водночас — механізм стихійного регулювання виробництва в умовах вільних ринкових відносин.
Конкуренція — важливий елемент механізму саморегулювання ринкової економіки й водночас конкретна форма її функціонування. У перекладі з латинської це слово означає «сходитися», «стикатися». Конкуренція — це суперництво між суб'єктами ринкової економіки за найкращі умови виробництва, вигідну позицію на ринку тощо. Вона є тією ринковою силою, що забезпечує взаємодію попиту і пропозиції, яка урівноважує ринкові ціни.
Конкуренція відбиває зв'язок між виробництвом і реалізацією продукту. Цей зв'язок є причиново-наслідковим, суттєвим, необхідним і повторюваним, тобто об'єктивним економічним законом. Закон конкуренції зображає причиново-наслідковий зв'язок між можливостями створити продукт, потрібний споживачам, і можливостями реалізувати його з вигодою насамперед для покупця, а потім вже для виробника.
Змагання підприємців, коли їхні самостійні дії обмежують можливості кожного з них впливати на загальні умови реалізації товарів на ринку і стимулюють виробництво тих товарів, яких потребує споживач.
Лідер ринку — фірма, яка має найбільшу частку на ринку; звичайно вона виступає ініціатором зміни цін, виробництва нових продуктів, збільшення ринкової частки й витрат на просування товарів.
Претендент на лідерство — компанія, що посідає друге місце в галузі та веде запеклу боротьбу за збільшення своєї частки ринку.

## Види конкуренції
- цінова — конкуренція, що здійснюється через зниження цін;
- нецінова — конкуренція, здійснювана через підвищення якості товарів, їх надійності, збільшення термінів служби, підвищення продуктивності, поліпшення умов реалізації за незмінних цін;
- чиста (ідеальна, досконала) — конкуренція, на ринку з багатьма продавцями та покупцями тотожного, взаємозамінного товару, коли жоден із продавців чи покупців не здатний відчутно вплинути на ціну чи обсяги продажу;
- недосконала — конкуренція, коли ринок не здатний виконувати свої функції, внаслідок чого, наприклад, окремі виробники мають змогу контролювати ціни й обсяги продажу продукції, яку вони виробляють;
- монополістична — конкуренція на ринку, що має багатьох продавців, які випускають схожі за якостями продукти, але все ж не цілковиті замінники одне одного. Рішення щодо зміни цінової політики чи об'єму пропозиції у одного виробника не впливає прямо на конкурентів;[1]
- олігополістична (грец. oligos — мало) — конкуренція, на ринку з небагатьма великими продавцями товарів, здатними суттєво впливати на ціни реалізації цих товарів; модель ринкової структури, за якої небагато великих фірм монополізують виробництво і реалізацію основної маси товарів.

## Конкуренція в історії економічної думки
Ранні економічні дослідження зосереджувалися на різниці між ціновою та неціновою конкуренцією, в той час як сучасна мейнстрімна економічна теорія зосередилася на пошуці загальної рівноваги для багатьох продавців. Австрійська економічна школа наполягає на динамічній моделі конкуренції.
Фрідріх Гаєк в своїй книзі "Конституція свободи" пише:
«Конкуренцію, на якій базується процес вибору, маємо розуміти в найширшому значенні. Вона містить і конкуренцію між організованими та неорганізованими групами, а навіть більше -конкуренцію між індивідами. Уважати її протилежною співробітництву або організованості значило б мати неправильне уявлення про її природу»  (С.44)
Людвіг фон Мізес — економіст Австрійської школи, захисник ідей класичного лібералізму писав про конкуренцію в різних своїх творах:
Конкуренція відбувається між виробниками та продавцями не лише в межах кожної окремої галузі виробництва, але й між усіма суміжними товарами, а в кінцевому підсумку - між усіма економічними благами.
A Critique of Interventionism, p. 48
Конкуренти прагнуть до досконалості та першості в досягненнях в рамках системи взаємного співробітництва. Функція конкуренції полягає в тому, щоб призначити кожному члену соціальної системи ту позицію, на якій він може найкраще служити всьому суспільству і всім його членам.
Human Action, p. 117; p. 117
Чим жорсткіша конкуренція, тим краще вона виконує свою соціальну функцію щодо вдосконалення економічного виробництва.
A Critique of Interventionism, p. 84
Називати конкуренцію конкурентною війною або просто війною - це лише метафора. Функція битви - руйнування, а конкуренції - будівництво.
Socialism, p.  285
Згідно з визначенням економіста XIX століття Антуана Огюстена Курно, конкуренція — це ситуація, в якій ціна не змінюється залежно від кількості, або в якій крива попиту, яка розглядається фірмою, є горизонтальною.

## Конкуренція між компаніями
Емпіричні спостереження підтверджують, що економічні ресурси (капітал, робоча сила, технології) і таланти мають тенденцію до географічної концентрації (Easterly and Levine, 2002). Цей результат відображає той факт, що фірми вбудовуються у міжфірмові відносини з мережами постачальників, покупців і навіть конкурентів, які допомагають їм отримати конкурентні переваги у продажу своїх товарів і послуг. Хоча ринкові відносини на відстані витягнутої руки дійсно забезпечують ці переваги, іноді виникають зовнішні ефекти, які виникають через зв'язки між фірмами в певній географічній зоні або в певній галузі (текстиль, шкіряні вироби, кремнієві чіпи), які не можуть бути враховані або стимульовані лише ринком. Процес «кластеризації», створення «ланцюгів доданої вартості» або «промислових районів» є моделями, які підкреслюють переваги мереж.
У капіталістичних економічних системах підприємства прагнуть підтримувати та покращувати власну конкурентоспроможність, що практично поширюється і на бізнес-сектори.

## Досконала та недосконала конкуренція

### Досконала конкуренція
Неокласична економічна теорія надає великого значення теоретичному стану ринку, в якому фірми та ринок вважаються такими, що перебувають у стані досконалої конкуренції. Вважається, що досконала конкуренція існує тоді, коли виконуються всі критерії, що рідко (якщо взагалі коли-небудь) спостерігається в реальному світі. Ці критерії включають:
- всі фірми роблять незначний внесок у ринок;
- всі фірми продають ідентичний продукт;
- всі фірми є ціноутворювачами;
- розмір частки ринку не впливає на ціну;
- й покупці, й продавці володіють повною або «досконалою» інформацією;
- ресурси є абсолютно мобільними;
- фірми можуть входити або виходити з ринку без витрат.

В умовах ідеалізованої досконалої конкуренції на ринку є багато покупців і продавців, а ціни відображають загальний попит і пропозицію. Іншою ключовою особливістю досконало конкурентного ринку є різноманітність продукції, що продається фірмами. Фірми на досконало конкурентному ринку є невеликими, і жодна велика фірма не контролює значну частку ринку. Ці фірми продають майже ідентичну продукцію з мінімальними відмінностями або, в деяких випадках, досконалі замінники продукції іншої фірми.
Ідея досконало конкурентних ринків спирається на інші неокласичні теорії покупця і продавця. Покупець на досконало конкурентному ринку має ідентичні смаки та вподобання щодо бажаних властивостей та характеристик товару (однорідних в межах галузі), а також володіє досконалою інформацією про товар, такою як ціна, якість та виробництво. На цьому типі ринку покупці є максимізаторами корисності, тобто вони купують товар, який максимізує їхню власну індивідуальну корисність, яку вони вимірюють через свої вподобання. Фірма, з іншого боку, прагне максимізувати прибуток, діючи відповідно до критеріїв досконалої конкуренції.
Фірма на ринку досконалої конкуренції функціонує у двох економічних часових горизонтах: короткостроковому та довгостроковому. У короткостроковому періоді фірма регулює кількість виробленої продукції відповідно до цін та витрат. У довгостроковому періоді фірма коригує свої методи виробництва, щоб забезпечити виробництво на рівні, де граничні витрати дорівнюють граничному доходу. На досконало конкурентному ринку фірми/виробники отримують нульовий економічний прибуток у довгостроковому періоді. Це доводить концепція Курно.

### Недосконала конкуренція
Ринки недосконалої конкуренції ― це реальні ринки, які існують в економіці. Недосконала конкуренція існує тоді, коли покупці можуть не мати повної інформації про продукцію, що продається, компанії продають різні товари та послуги, встановлюють власні індивідуальні ціни, борються за частку ринку і часто захищені бар'єрами входу та виходу, що ускладнює для нових фірм їх подолання.
Важливою відмінністю від досконалої конкуренції є те, що на ринках з недосконалою конкуренцією окремі покупці та продавці мають можливість впливати на ціни та обсяги виробництва. За цих обставин ринки відходять від теорії досконалої конкуренції, оскільки реальний ринок часто не відповідає припущенням теорії і це неминуче призводить до можливостей отримання більшого прибутку, на відміну від умов досконалої конкуренції, де фірми отримують нульовий економічний прибуток в довгостроковій перспективі. Ці ринки також визначаються наявністю монополій, олігополій та зовнішніх ефектів на ринку.
Міра конкуренції відповідно до теорії досконалої конкуренції може бути виміряна або ступенем впливу обсягу виробництва фірми на ціну (еластичність попиту), або відносним перевищенням ціни над граничними витратами.

## Види недосконалої конкуренції

### Монополія
Монополія є протилежністю до досконалої конкуренції. Якщо досконала конкуренція визначається багатьма малими фірмами, які конкурують за частку ринку в економіці, то монополії — це коли одна фірма утримує всю частку ринку (весь ринок). Замість того, щоб галузь або ринок визначали фірми, монополії — це єдина фірма, яка визначає весь ринок й диктує правила гри на ньому. Монополії існують там, де один або декілька критеріїв не спрацьовують і ускладнюють для нових фірм вихід на ринок з мінімальними витратами. Компанії-монополісти використовують високі бар'єри для входу на ринок, щоб перешкоджати та стримувати інші фірми від входу на ринок, щоб гарантувати, що вони і надалі залишатимуться єдиним постачальником на ринку.
Природна монополія — це тип монополії, яка існує завдяки високим стартовим витратам або потужній економії на масштабах ведення бізнесу в певній галузі. Ці типи монополій виникають у галузях, які потребують унікальної сировини, технології або подібних факторів для роботи. Монополії можуть формуватися за допомогою як чесної, так і нечесної бізнес-тактики. Ці тактики включають: змову, злиття, поглинання та вороже поглинання. Змова може включати двох конкурентів, які вступають у змову з метою отримання несправедливої ринкової переваги через узгоджене встановлення або підвищення цін.
Природні монополії формуються через чесну ділову практику, коли фірма користується перевагами високих бар'єрів у галузі. Високі бар'єри для входу в галузь часто пов'язані зі значним обсягом капіталу або грошових коштів, необхідних для придбання основних фондів, тобто фізичних активів, які потрібні компанії для роботи.
Природні монополії можуть продовжувати працювати так, як вони зазвичай можуть, оскільки вони виробляють і продають за нижчими цінами для споживачів, ніж якби на ринку існувала конкуренція. У цьому випадку монополії ефективно використовують ресурси для того, щоб надавати продукцію за нижчою ціною. Подібно до конкурентних фірм, монополісти виробляють таку кількість продукції, за якої граничний дохід дорівнює граничним витратам. Різниця полягає в тому, що в монополії граничний дохід не дорівнює ціні, оскільки, будучи єдиним постачальником на ринку, монополіст має свободу встановлювати ціну, за якою покупці готові платити, щоб досягти максимізації прибутку.

### Олігополія
Олігополії є ще однією формою недосконалої конкурентної ринкової структури. Олігополія — це коли невелика кількість фірм вступає в явну або неявну змову з метою обмеження обсягів виробництва та/або фіксації цін, щоб досягти вищого за нормальний ринкового прибутку.[13] Олігополії можуть складатися з двох або більше фірм. Олігополія — це ринкова структура з високою концентрацією. Конкуренція добре визначається за допомогою моделі Курно, оскільки, коли на ринку існує нескінченна кількість фірм, перевищення ціни над граничними витратами наближається до нуля.
Дуополія — це особлива форма олігополії, коли ринок складається лише з двох фірм. Лише кілька фірм домінують, наприклад, великі авіакомпанії, такі як Delta та American Airlines, працюють з кількома близькими конкурентами, але є й інші менші авіакомпанії, які також конкурують у цій галузі. Подібні фактори, які дозволяють існувати монополіям, також сприяють утворенню олігополій. До них відносяться: високі бар'єри для входу на ринок, юридичні привілеї, державне замовлення кільком компаніям на будівництво суспільної інфраструктури (наприклад, залізниць) та доступ до обмежених ресурсів, насамперед, до природних ресурсів в межах країни. Компанії в олігополії отримують вигоду від фіксування цін, встановлюючи ціни колективно або під керівництвом однієї фірми в групі, замість того, щоб покладатися на сили вільного ринку.
Олігополії можуть утворювати картелі, щоб обмежити вхід нових фірм на ринок і забезпечити утримання своєї частки на ринку. Уряди зазвичай жорстко регулюють ринки, схильні до олігополій, щоб гарантувати, що споживачі не платять надмірну ціну, а конкуренція залишається чесною на цьому конкретному ринку.

### Монополістична конкуренція
Монополістична конкуренція характеризує галузь, в якій багато фірм пропонують товари або послуги, які є схожими, але не досконалими замінниками. Бар'єри для входу та виходу з галузі в умовах монополістичної конкуренції є низькими, а рішення однієї фірми безпосередньо не впливають на рішення її конкурентів.[16] Монополістична конкуренція існує між монополією та досконалою конкуренцією, оскільки поєднує в собі елементи обох ринкових структур. В рамках ринкових структур монополістичної конкуренції всі фірми мають однаковий, відносно низький ступінь ринкової влади; всі вони є виробниками, а не споживачами. У довгостроковій перспективі попит є дуже еластичним, тобто чутливим до зміни ціни. Для того, щоб підвищувати ціни, фірми повинні мати можливість відрізняти свою продукцію від продукції конкурентів за якістю, як реальною, так і уявною. У короткостроковій перспективі економічний прибуток є позитивним, але в довгостроковій перспективі він наближається до нуля. Фірми в умовах монополістичної конкуренції, як правило, інтенсивно рекламують свою продукцію, оскільки різні фірми повинні відрізняти схожі продукти від інших[16]. Прикладами монополістичної конкуренції є ресторани, перукарні, одяг та електроніка.
Ринок монополістичної конкуренції має відносно великий ступінь конкуренції і невеликий ступінь монополії, що ближче до досконалої конкуренції і є набагато реалістичнішим. Він поширений у роздрібній торгівлі, ремісничій та поліграфічній галузях у великих містах. Загалом, цей ринок має наступні характеристики:
1. На ринку є багато виробників, і кожен виробник повинен приймати ринкову ціну до певної міри, але кожен виробник може здійснювати певний вплив на ринок і не повністю приймати ринкову ціну. Крім того, виробники не можуть вступати в змову один з одним, щоб контролювати ринок. Для споживачів ситуація схожа. Людина економічна на такому монополістичному конкурентному ринку є тим, хто впливає на ринкову ціну.
2. Незалежність. Кожна економічна особа на ринку вважає, що вона може діяти незалежно від інших. Рішення людини мало впливає на інших і його нелегко виявити, тому немає необхідності враховувати конфронтаційні дії інших людей.
3. Відмінності в продуктах. Продукти різних виробників в одній галузі відрізняються один від одного або через різницю в якості, або через різницю в функціях, або через несуттєві відмінності (наприклад, різниця у враженні, викликана упаковкою, торговою маркою, рекламою і т. д.), або через різницю в умовах продажу (наприклад, географічне розташування, Різниця в підходах і методах обслуговування призводить до того, що споживачі готові купувати продукти однієї компанії, але не іншої). Відмінності в продуктах є першопричиною монополії виробників, але оскільки відмінності між продуктами в одній галузі не настільки великі, щоб продукти не могли бути замінені взагалі, а певний ступінь взаємної замінності дозволяє виробникам конкурувати один з одним, тому взаємна замінність є джерелом конкуренції виробників. . Якщо ви хочете точно сформулювати значення відмінностей продукції, то можна сказати так: при однаковій ціні, якщо покупець віддає особливу перевагу продукції певного виробника, можна сказати, що продукція цього виробника відрізняється від продукції інших виробників у тій самій галузі. Продукція відрізняється.
4. Легкий вхід і вихід. Виробникам легше входити в галузь і виходити з неї. Це схоже на досконалу конкуренцію. Масштаби виробника не дуже великі, необхідний капітал не надто великий, а бар'єри для входу в галузь та виходу з неї відносно легкі.
5. Можливість формування товарних груп У галузі може бути сформовано декілька товарних груп, тобто виробники, які виробляють схожі товари в галузі, можуть об'єднуватися в групи. Продукти цих груп більше відрізняються один від одного, а продукти всередині групи менше відрізняються один від одного.

### Домінуючі фірми
У деяких галузях з високою концентрацією домінуюча фірма обслуговує більшу частину ринку. Домінуючі фірми мають частку ринку від 50 % до понад 90 %, не маючи близьких конкурентів. Подібно до монопольного ринку, вони використовують високі вхідні бар'єри, щоб запобігти входженню на ринок інших фірм і конкуренції з ними. Вони мають можливість контролювати ціноутворення, встановлювати систематичні дискримінаційні ціни, впливати на інновації та (зазвичай) отримувати норму прибутку, що значно перевищує конкурентну норму прибутку.
Це схоже на монополію, однак на ринку присутні інші менші фірми, які складають конкуренцію і обмежують здатність домінуючої фірми контролювати весь ринок і встановлювати власні ціни. Оскільки на ринку присутні інші менші фірми, домінуючі фірми повинні бути обережними, щоб не піднімати ціни занадто високо, оскільки це спонукатиме клієнтів починати купувати товари у фірм, що знаходяться на периферії дрібних конкурентів.

### Ефективна конкуренція
Вважається, що ефективна конкуренція існує тоді, коли є чотири фірми з часткою ринку нижче 40 % і гнучким ціноутворенням. Низькі вхідні бар'єри, незначна кількість змов і низькі норми прибутку. Основна мета ефективної конкуренції полягає в тому, щоб дати фірмам-конкурентам стимул для пошуку ефективніших форм виробництва і з'ясувати, чого хочуть споживачі, щоб вони могли зосередитися на конкретних напрямках.

## Конкурентна рівновага
Конкурентна рівновага — це концепція, згідно з якою виробники, що максимізують прибуток, та споживачі, що максимізують корисність, на конкурентних ринках з вільно встановленими цінами досягають рівноважної ціни. За цієї рівноважної ціни кількість товару, що пропонується, дорівнює кількості товару, на який є попит[19]. Це означає, що між постачальником і покупцем укладено справедливу угоду, в якій кожному постачальнику підібрано покупця, який готовий придбати саме ту кількість товару, яку хоче продати постачальник, а отже, ринок перебуває в стані рівноваги.
Конкурентна рівновага має багато застосувань для прогнозування як ціни, так і загальної якості на конкретному ринку. Вона також може бути використана для оцінки кількості продукції, що споживається кожною окремою особою, та загального обсягу виробництва кожної фірми на ринку. Крім того, за допомогою ідеї конкурентної рівноваги можна оцінити певну державну політику або події і вирішити, чи наближають вони ринок до конкурентної рівноваги, чи віддаляють його від неї[19].

## Значення для успішності ринку
Конкуренція є загальновизнаною невід'ємною складовою ринків і є результатом дефіциту — ніколи не буває достатньо товарів, щоб задовольнити всі мислимі людські потреби — і виникає, «коли люди прагнуть відповідати критеріям, які використовують для визначення того, хто що отримає». Пропонуючи товари для обміну, покупці конкурують між собою, щоб придбати певну кількість конкретних товарів, які є в наявності або можуть з'явитися, якщо продавці вирішать запропонувати такі товари. Аналогічно, продавці, пропонуючи товари на ринку, конкурують з іншими продавцями, змагаючись за увагу та обмінні ресурси покупців[20]: 105 
Конкурентний процес у ринковій економіці чинить своєрідний тиск, який має тенденцію переміщувати ресурси туди, де вони найпотрібніші, і де вони можуть бути використані найбільш ефективно для економіки в цілому. Однак для того, щоб конкурентний процес працював, «важливо, щоб ціни точно відображали витрати і вигоди». Там, де виникають зовнішні ефекти, або зберігаються монополістичні чи олігополістичні умови, або для надання певних товарів, таких як суспільні блага, тиск конкурентного процесу зменшується[21].
На будь-якому ринку структура влади буде або на користь продавців, або на користь покупців. Перший випадок знаний як ринок продавця; другий — як ринок покупця або споживчий суверенітет.[22] У будь-якому випадку, група, що перебуває у невигідному становищі, знана як споживачі, а група, що перебуває у вигідному становищі, знана як ті, хто встановлює ціну.[23] Ті, хто приймає ціну, повинні приймати переважаючу ціну і продавати свої товари за ринковою ціною, тоді як ті, хто встановлює ціну, мають можливість впливати на ринкову ціну і користуються владою над ціноутворенням.
Доведено, що конкуренція є важливим предиктором зростання продуктивності в національних державах.[24] Конкуренція сприяє диференціації продукції, оскільки підприємства намагаються впроваджувати інновації та приваблювати споживачів, щоб завоювати більшу частку ринку та збільшити прибуток. Вона допомагає вдосконалювати процеси та підвищувати продуктивність, оскільки підприємства прагнуть працювати краще, ніж конкуренти, маючи обмежені ресурси. Австралійська економіка процвітає завдяки конкуренції, оскільки вона стримує ціни[25].

## Розвиток поглядів на конкуренцію
У своїй праці «Багатство народів» 1776 року Адам Сміт описав конкуренцію як розподіл виробничих ресурсів для найцінніших видів використання та заохочення ефективності — пояснення, яке швидко знайшло підтримку серед ліберальних економістів, що виступали проти монополістичних практик меркантилізму, домінуючої економічної філософії того часу. Сміт та інші класичні економісти до Курно мали на увазі цінову та нецінову конкуренцію між виробниками за продаж своїх товарів на найкращих умовах за пропозицією покупців, не обов'язково з великою кількістю продавців чи ринком у стані остаточної рівноваги.[28] [29]
Пізніше мікроекономічна теорія розмежувала досконалу конкуренцію та недосконалу конкуренцію, дійшовши висновку, що досконала конкуренція є ефективною за Парето, а недосконала — ні. І навпаки, згідно з граничною теоремою Еджуорта, збільшення кількості фірм на недосконалому ринку призведе до того, що ринок наблизиться до ефективності за Парето.[29] Ефективність за Парето, названа на честь італійського економіста і політолога Вільфредо Парето (1848—1923), — це економічний стан, коли ресурси не можуть бути перерозподілені таким чином, щоб покращити становище одного індивіда, не погіршивши при цьому становище принаймні одного індивіда. Це означає, що ресурси розподіляються в найбільш економічно ефективний спосіб, однак це не означає рівності чи справедливості.

## Прояви на реальних ринках
Реальні ринки ніколи не бувають досконалими. Економісти, які вважають, що досконала конкуренція є корисним наближенням до реальних ринків, класифікують ринки від близьких до досконалих до дуже недосконалих. Прикладами близьких до досконалості ринків зазвичай є ринки акцій та валюти, в той час як ринок нерухомості є прикладом дуже недосконалого ринку. На таких ринках теорія другого найкращого рішення доводить, що навіть якщо одна умова оптимальності в економічній моделі не може бути виконана, наступне найкраще рішення може бути досягнуте шляхом зміни інших змінних від оптимальних значень.

### Часова варіація
На конкурентних ринках ринки часто визначаються за їхніми підсекторами, такими як «короткостроковий» / «довгостроковий», «сезонний» / «літній» або «широкий» / «решта» ринку. Наприклад, в інших країнах з конкурентною ринковою економікою переважна більшість комерційних бірж може визначатися довгостроковими контрактами і, відповідно, довгостроковими кліринговими цінами. За такого сценарію, «ринок залишків» — це ринок, на якому ціни визначаються невеликою частиною ринку, яка має справу з наявністю товарів, що не пройшли кліринг через довгострокові транзакції. Наприклад, у цукровій промисловості близько 94-95 % ринкової клірингової ціни визначається довгостроковими контрактами купівлі-продажу. Баланс ринку (і світові ціни на цукор) визначається ситуативним попитом на решту; котирування на «ринку решти» можуть бути значно вищими або нижчими за довгострокову ринкову клірингову ціну[джерело не вказано]. Аналогічно, на ринку нерухомості США оціночні ціни на житло можуть визначатися як короткостроковими, так і довгостроковими характеристиками, залежно від короткострокових факторів попиту та пропозиції. Це може призвести до значних коливань цін на нерухомість в одному місці.

### Антиконкурентний тиск та практики
Конкуренція вимагає існування багатьох фірм, тому вона дублює фіксовані витрати. У випадку невеликої кількості товарів та послуг, структура витрат, що виникає в результаті, означає, що створення достатньої кількості фірм для забезпечення конкуренції саме по собі може бути неефективним. Такі ситуації знані як природні монополії і, як правило, є державними або жорстко регульованими[31].
Компанія American Type Founders, що виробляє друкарське обладнання, у своєму посібнику 1923 року чітко зазначає, що її метою є «перешкоджання нездоровій конкуренції» у поліграфічній галузі.
Міжнародна конкуренція також по-різному впливає на сектори національних економік. Для захисту своїх політичних прихильників уряди можуть запроваджувати протекціоністські заходи, такі як тарифи, щоб зменшити конкуренцію.

### Антиконкурентна діяльність
Діяльність вважається антиконкурентною, якщо вона несправедливо спотворює вільну та ефективну конкуренцію на ринку. Приклади включають картелізацію та евергрінінг (англ. Evergreening) — продовження патентів, строк яких скоро закінчується).

## Конкуренція між країнами

Індекс глобальної конкурентоспроможності (2008—2009): конкуренція є важливою детермінантою добробуту держав у міжнародному торговому середовищі.

Економічна конкуренція між країнами (націями, державами) як політико-економічна концепція з'явилася в торговельних і політичних дискусіях в останні десятиліття 20-го століття. Теорія конкуренції стверджує, що хоча протекціоністські заходи можуть забезпечити короткострокове вирішення економічних проблем, спричинених імпортом, фірми та країни повинні адаптувати свої виробничі процеси в довгостроковій перспективі, щоб виробляти найкращу продукцію за найнижчою ціною. Таким чином, навіть без протекціонізму їхні товари зможуть успішно конкурувати з іноземними товарами як на внутрішньому, так і на зовнішніх ринках. Конкуренція наголошує на використанні порівняльних переваг для зменшення торговельного дефіциту шляхом експорту більшої кількості товарів, у виробництві яких певна країна досягла успіху, при одночасному імпорті мінімальної кількості товарів, які є відносно складними або дорогими у виробництві. Комерційна політика може бути використана для укладення односторонніх та багатосторонніх угод про верховенство права, що захищають справедливі та відкриті світові ринки. Хоча комерційна політика важлива для економічного успіху країн, конкурентоспроможність уособлює необхідність враховувати всі аспекти, що впливають на виробництво товарів, які матимуть успіх на світовому ринку, включаючи, але не обмежуючись цим, прийняття управлінських рішень, витрати на робочу силу, капітал і транспортування, рішення щодо реінвестування, придбання і наявність людського капіталу, просування і фінансування експорту та підвищення продуктивності праці.
Конкуренція є результатом комплексної політики, яка одночасно підтримує сприятливе глобальне торговельне середовище для виробників і заохочує фірми на внутрішньому ринку працювати над зниженням виробничих витрат і підвищенням якості продукції, щоб вони могли скористатися перевагами сприятливого торговельного середовища.[34] Ці стимули включають зусилля з просування експорту та фінансування експорту, в тому числі фінансові програми, які дозволяють малим і середнім компаніям фінансувати капітальні витрати на експорт товарів. [35] Крім того, торгівля в глобальному масштабі підвищує стійкість американської промисловості, готуючи фірми до несподіваних змін у внутрішньому та глобальному економічному середовищі, а також до змін всередині галузі, спричинених прискореним технологічним прогресом За словами економіста Майкла Портера, «конкурентоспроможність нації залежить від здатності її промисловості до інновацій та модернізації»[36].

## Історія конкуренції
Прихильники політики, спрямованої на посилення конкуренції, стверджують, що запровадження лише протекціоністських заходів може призвести до атрофії вітчизняної промисловості, ізолювавши її від глобальних сил. Вони також стверджують, що протекціонізм часто є тимчасовим вирішенням більших, глибинних проблем: зниження ефективності та якості вітчизняного виробництва. Американський захист конкуренції почав набувати значної ваги в політичних дебатах у Вашингтоні наприкінці 1970-х — на початку 1980-х років внаслідок посилення тиску на Конгрес США з метою внесення та ухвалення законів про підвищення тарифів та квот у кількох великих чутливих до імпорту галузях промисловості. Високопосадовці з питань торгівлі, в тому числі члени Комісії з міжнародної торгівлі США, вказували на прогалини в законодавчих і правових механізмах, що існують для вирішення питань конкуренції з імпортом та захисту від нього. Вони виступали за політику пристосування американської промисловості та працівників до впливу глобалізації, а не простого покладання на захист.

### 1980-ті роки
У міру того, як світова торгівля розширювалася після рецесії початку 1980-х років, деякі американські галузі промисловості, такі як сталеливарна та автомобільна, які тривалий час процвітали на великому внутрішньому ринку, чимраз більше піддавалися іноземній конкуренції. Спеціалізація, нижча заробітна плата та нижчі витрати на енергоносії дозволили країнам, що розвиваються, виходячи на світовий ринок, експортувати до Сполучених Штатів велику кількість товарів з низькою собівартістю. Водночас, внутрішні антиінфляційні заходи (наприклад, вищі відсоткові ставки, встановлені Федеральною резервною системою) призвели до зростання обмінної вартості долара США на 65 % на початку 1980-х років. Сильніший долар фактично діяв як рівний відсоток податку на американський експорт і рівний відсоток субсидій на іноземний імпорт.[38] Американським виробникам, особливо промисловцям, було важко конкурувати як за кордоном, так і на американському ринку, що викликало заклики до прийняття нового законодавства для захисту вітчизняної промисловості.[39] Крім того, рецесія 1979-82 років не мала ознак типового циклу рецесії імпорту, коли імпорт тимчасово зменшується під час спаду і повертається до нормального рівня під час відновлення. Завдяки високому обмінному курсу долара імпортери все ще знаходили сприятливий ринок збуту в США, незважаючи на рецесію. Як наслідок, імпорт продовжував зростати в період рецесії і ще більше збільшився в період відновлення, що призвело до рекордно високого торговельного дефіциту та рівня проникнення імпорту. Високий обмінний курс долара в поєднанні з високими відсотковими ставками також спричинив приплив іноземного капіталу до Сполучених Штатів і зменшив інвестиційні можливості для американського бізнесу та приватних осіб[38].
Виробничий сектор найбільше постраждав від високого курсу долара. 1984 року виробничий сектор зіткнувся з рівнем проникнення імпорту на рівні 25 %.[40] «Супердолар» призвів до незвично високого імпорту промислових товарів за заниженими цінами. Сталеливарна промисловість США зіткнулася з поєднанням викликів, пов'язаних з розвитком технологій, раптовим обвалом ринків через високі відсоткові ставки, витісненням великих інтегрованих виробників, дедалі більш неконкурентоспроможною структурою витрат через зростання заробітної плати та залежність від дорогої сировини, а також посиленням державного регулювання щодо екологічних витрат і податків. До цього тиску додалася шкода від імпорту, спричинена низькозатратними, іноді ефективнішими іноземними виробниками, чиї ціни на американському ринку були додатково пригнічені високим курсом долара.
Закон про торгівлю і тарифи 1984 року розробив нові положення щодо допомоги у пристосуванні, або допомоги галузям, які зазнали шкоди від поєднання імпорту та мінливого галузевого середовища. Він стверджував, що для отримання допомоги сталеливарна промисловість повинна вжити заходів для подолання інших факторів і пристосування до мінливого ринку[41]. Закон ґрунтувався на положеннях Закону про торгівлю 1974 року і був спрямований на розширення, а не обмеження світової торгівлі як засобу покращення американської економіки. Цей закон не лише надав Президенту більше повноважень щодо захисту сталеливарної промисловості, але й надав Президенту повноваження лібералізувати торгівлю з країнами, що розвиваються, через Угоди про вільну торгівлю (УВТ) з одночасним розширенням Генералізованої системи преференцій. Закон також суттєво оновив засоби правового захисту та процедури врегулювання внутрішніх торговельних суперечок[42].
Шкода, завдана імпортом, посиленим високим курсом долара, призвела до втрати робочих місць у виробничому секторі, зниження рівня життя, що чинило тиск на Конгрес та адміністрацію Рейгана з метою запровадження протекціоністських заходів. Водночас ці умови каталізували ширші дебати навколо заходів, необхідних для розвитку внутрішніх ресурсів і посилення конкуренції в США. Ці заходи включають збільшення інвестицій в інноваційні технології, розвиток людського капіталу через освіту та професійну підготовку робітників, а також зниження витрат на енергію та інші виробничі ресурси. Конкурентоспроможність — це зусилля, спрямовані на вивчення всіх сил, необхідних для нарощування потужності національної промисловості, щоб конкурувати з імпортом[43].
У 1988 році було прийнято Комплексний закон про зовнішню торгівлю та конкурентоспроможність. Основною метою закону було посилення здатності Америки конкурувати на світовому ринку. Він містив формулювання про необхідність усунення джерел американської конкуренції та додавав нові положення щодо запровадження захисту імпорту. Закон враховував імпортну та експортну політику США і пропонував надати галузям ефективніший захист від імпорту та нові інструменти для відкриття іноземних ринків для американського бізнесу[44]. 201 розділ Закону про торгівлю 1974 року передбачав проведення розслідувань у галузях, які зазнали значної шкоди від імпорту. Результатом цих розслідувань, проведених USITC, стала низка рекомендацій Президенту щодо запровадження захисту для кожної галузі. Захист пропонувався лише тим галузям, де було встановлено, що імпорт був найважливішою причиною.

### 1990-ті роки
У той час як політика конкуренції почала набирати обертів у 1980-х роках, у 1990-х роках вона стала конкретним питанням у виробленні політики, кульмінацією якої стали економічні та торгові програми президента Клінтона. Термін дії Омнібусної зовнішньої торгівлі та політики конкурентоспроможності закінчився в 1991 році; Клінтон відновив його в 1994 році, що означає відновлення уваги до торгової політики, заснованої на конкурентоспроможності.
Відповідно до підради з питань торговельної політики Competitiveness Policy Council, опублікованої в 1993 році, головною рекомендацією для нової адміністрації Клінтона було зробити всі аспекти конкуренції національним пріоритетом. Ця рекомендація включала багато цілей, зокрема використання торговельної політики для створення відкритих і справедливих глобальних ринків для експортерів США через угоди про вільну торгівлю та координацію макроекономічної політики, створення та виконання комплексної внутрішньої стратегії зростання між урядовими установами, сприяння «експортному менталітету», припинення експорту стримуючих факторів, а також здійснення заходів щодо фінансування експорту та просування.
Підрада з питань торгівлі також рекомендувала включити політику конкуренції в торговельну політику для досягнення максимальної ефективності, заявивши, що «торговельна політика сама по собі не може забезпечити конкурентоспроможність США». Скоріше підрада стверджувала, що торгова політика має бути частиною загальної стратегії, що демонструє зобов'язання на всіх рівнях політики гарантувати наше майбутнє економічне процвітання[34]. Підрада стверджувала, що навіть якби існували відкриті ринки та внутрішні стимули для експорту, американські виробники все одно не досягли б успіху, якщо їхні товари не могли б конкурувати з іноземними товарами як у світі, так і всередині країни.
У 1994 році Генеральна угода з тарифів і торгівлі (ГАТТ) стала Світовою організацією торгівлі (СОТ), формально створивши платформу для врегулювання суперечок щодо недобросовісної торговельної практики та глобальну судову систему для розгляду порушень і забезпечення виконання торгових угод. Створення СОТ зміцнило міжнародну систему вирішення спорів, яка діяла в попередньому багатосторонньому механізмі ГАТТ. Того 1994 року також було прийнято Північноамериканську угоду про вільну торгівлю (NAFTA), яка відкрила ринки в США, Канаді та Мексиці.[49]
В останні роки концепція конкуренції стала новою парадигмою економічного розвитку. Конкуренція фіксує усвідомлення як обмежень, так і проблем, пов'язаних із глобальною конкуренцією в той час, коли ефективні дії уряду обмежені бюджетними обмеженнями, а приватний сектор стикається зі значними перешкодами для конкуренції на внутрішньому та міжнародному ринках. У Звіті про глобальну конкурентоспроможність Всесвітнього економічного форуму конкурентоспроможність визначається як «набір установ, політики та факторів, які визначають рівень продуктивності країни».[50]
Термін також вживають для позначення в ширшому сенсі економічної конкуренції країн, регіонів або міст. Останнім часом країни дедалі більше звертають увагу на свою конкуренцію на глобальних ринках. Ірландія (1997), Саудівська Аравія (2000), Греція (2003), Хорватія (2004), Бахрейн (2005), Філіппіни (2006), Гаяна, Домініканська Республіка та Іспанія (2011) [51] — лише деякі приклади країни, які мають консультативні органи або спеціальні державні установи, які займаються питаннями конкуренції. Навіть такі регіони чи міста, як Дубай чи Країна Басків (Іспанія), розглядають можливість створення такого органу.
Інституційна модель, що застосовується у випадку національних програм підвищення конкурентоспроможності (NCP), відрізняється від країни до країни, однак є деякі спільні риси. Керівна структура NCP спирається на сильну підтримку з боку найвищого рівня політичної влади. Підтримка на високому рівні забезпечує довіру відповідних суб'єктів у приватному секторі. Зазвичай рада чи керівний орган мають призначеного керівника державного сектору (президента, віце-президента чи міністра) та співпрезидента, обраного з приватного сектору. Незважаючи на роль державного сектора у формулюванні, нагляді та реалізації стратегії, національні програми конкуренції повинні мати сильне, динамічне керівництво приватного сектора на всіх рівнях — національному, місцевому та фірмовому. З самого початку програма повинна забезпечувати чіткий діагноз проблем, з якими стикається економіка, і переконливе бачення, яке звертається до широкого кола учасників, які бажають шукати змін і впроваджувати орієнтовану назовні стратегію зростання. Нарешті, більшість програм поділяють спільний погляд на важливість мереж фірм або «кластерів» як організаційного принципу колективних дій. Базуючись на підході «знизу вгору», програми, які підтримують асоціацію між керівництвом приватного бізнесу, організаціями громадянського суспільства, державними установами та політичним керівництвом, можуть краще визначати бар'єри для конкуренції, розробляти спільні рішення щодо стратегічної політики та інвестицій; і дають кращі результати в реалізації.
Вважається, що національна конкуренція є особливо важливою для малих відкритих економік, які покладаються на торгівлю та, як правило, прямі іноземні інвестиції, щоб забезпечити масштаб, необхідний для

### Роль інфраструктурних інвестицій
Деякі економісти з питань розвитку вважають, що значна частина Західної Європи зараз далека від найдинамічніших країн Азії, особливо тих, які нещодавно прийняли політику, яка є більш сприятливою для довгострокових інвестицій: "Західні країни, такі як Сінгапур, Індонезія та Південна Корея, все ще пам'ятають гості механізмів пристосування, серйозно нав'язані їм МВФ і Світовим банком під час «азіатської кризи» 1997—1998 рр. […] Те, чого вони досягли за останні 10 років, є ще більш вражаючим.
Відносний розвиток транспортної інфраструктури країни можна виміряти за допомогою таких індексів, як (модифікований) індекс залізничної транспортної інфраструктури (M-RTI або просто «RTI»), який поєднує показники прибутковості та середньої швидкості [64].

### Торгова конкуренція
У той час як конкуренція розуміється в макромасштабі, як міра переваги або недоліку країни в продажу її продукції на міжнародних ринках. Торгівельну конкуренцію можна визначити як здатність фірми, галузі, міста, штату чи країни експортувати більше в доданій вартості, ніж імпортувати.
Використання простої концепції для вимірювання висот, на які можуть піднятися фірми, може допомогти покращити виконання стратегій. Міжнародну конкуренцію можна виміряти за кількома критеріями, але лише деякі з них є такими гнучкими та універсальними для застосування на різних рівнях, як індекс торговельної конкурентоспроможності (TCI).[65]

### Індекс торгової конкурентоспроможності (TCI)
TCI можна сформулювати як відношення балансу форекс (FX) до загального форекс, як зазначено в рівнянні нижче. Його можна використовувати як проксі для визначення стану зовнішньої торгівлі. Співвідношення змінюється від −1 до +1; вищий коефіцієнт свідчить про вищу конкурентоспроможність міжнародної торгівлі.
{\displaystyle TCI={\frac {{\textrm {FXEarnings}}-{\textrm {FXExpenses}}}{{\textrm {FXEarnings}}+{\textrm {FXExpenses}}}}}
Щоб визначити виняткові фірми, тенденції TCI можна оцінити поздовжньо для кожної компанії та країни. Проста концепція індексу конкурентоспроможності торгівлі (TCI) може бути потужним інструментом для встановлення цілей, виявлення закономірностей, а також може допомогти в діагностиці причин на різних рівнях. При розумному використанні в поєднанні з обсягом [[експорту]] TCI може надати швидкий огляд тенденцій, контрольних показників і потенціалу.
Незважаючи на те, що існує позитивна кореляція між прибутками та доходами [[валютного ринку|форекс]], ми не можемо сліпо зробити висновок, що збільшення прибутку пов'язане зі збільшенням доходів на валютному ринку. TCI є ефективним критерієм, але його потрібно доповнити іншими критеріями, щоб отримати кращі висновки.

### Надмірна конкуренція
Надмірна конкуренція — це конкуренція, що пропозиція є надмірною для хронічного попиту, і це шкодить інтересам виробника.[66] Надмірна конкуренція також виникає, коли пропозиція товарів або послуг, які слід негайно продати, перевищує попит. Тож на ринку праці праця завжди залишатиметься в умовах надмірної конкуренції.

## Критика

### Критика досконалої конкуренції
Не всі економісти погоджуються з практичною доцільністю досконалої конкуренції. Існують дебати навколо того, наскільки це актуально для реальних світових ринків і чи слід використовувати ринкову структуру як орієнтир.
Економісти-неокласики вважають, що досконала конкуренція створює досконалу ринкову структуру з найкращими економічними результатами як для споживачів, так і для суспільства. Загалом, вони не стверджують, що ця модель відповідає реальному світу. Економісти-неокласики стверджують, що досконала конкуренція може бути корисною, і більшість їхнього аналізу випливає з її принципів.[68]
Економісти, які критично ставляться до неокласичної опори на досконалу конкуренцію в своєму економічному аналізі, вважають, що припущення, закладені в модель, настільки нереалістичні, що модель не може дати жодного значущого розуміння. Друга лінія критики досконалої конкуренції полягає в тому, що вона навіть не є бажаним теоретичним результатом.[68] Ці економісти вважають, що критерії та результати досконалої конкуренції не забезпечують ефективної рівноваги на ринку, і інші ринкові структури краще використовувати як орієнтир в економіці.

### Критика конкуренції між країнами
Кругман (1994) вказує на способи, якими заклики до посилення національної конкуренції часто маскують інтелектуальну плутанину, стверджуючи, що в контексті країн продуктивність є тим, що має значення, і «провідні країни світу не перебувають великою мірою в економічній конкуренції з один одного.» Кругман попереджає, що мислення в категоріях конкуренції може призвести до марнотратства, протекціонізму, торговельних війн і поганої політики.[69] Як говорить Кругман у своєму різкому, агресивному стилі: "Тож якщо ви чуєте, як хтось каже щось на кшталт «Америці потрібна більша продуктивність, щоб вона могла конкурувати в сучасній глобальній економіці», не зважте на те, хто він і наскільки правдоподібно він звучить. Він міг би також носити миготливий неоновий знак із написом: «Я не знаю, про що говорю».
Якщо концепція конкуренції між країнами має будь-яке суттєве значення, вона повинна ґрунтуватися на чинниках нації, які сприяють продуктивності, і поряд з критикою туманних і помилкових концепцій національної конкуренції необхідно розробити систематичні та рішучі спроби, такі як Томпсон [60].